# 鄒琳
鄒琳（1888年10月29日—1984年11月22日），字玉林，譜名善炘，筆名達公，祖籍廣東省潮州府大埔縣，中華民國官员、銀行家、律師。曾任中華民國財政部常務次長、政務次長。

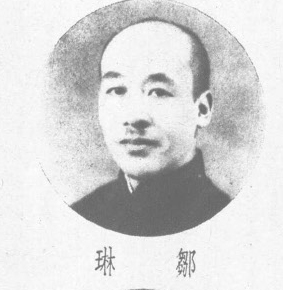

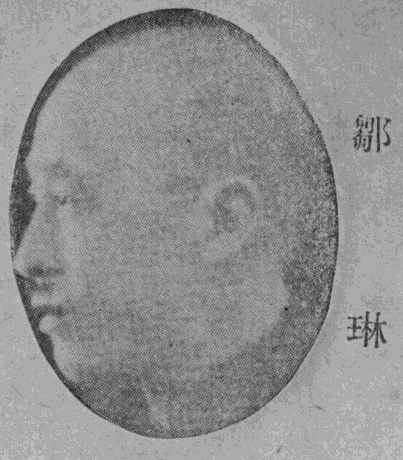

## 事蹟
1905年（清光緒31年），進入成都高等預科學校就讀。翌年，合格進入北京譯學館。1907年（光緒33年），進入京師法政学堂就讀。1913年法律科畢業時，該校己在1912年辛亥革命後，改名為國立北京法政專門學校。
畢業後的鄒琳，加入北京律師公會成為律師，後來成為《實錄報》總編輯。1914 -1919年（民國3-8年），先後任四川省屏山縣與內江縣縣長。1919年（民國8年），赴廣東參加孫文的護法運動。1920翌年5月，出任廣州軍政府司法部第三司司長，之後歷任廣東省的政府部門的職務 – 兩廣鹽運使秘書, 廣東鹽務署署長, 並著有《粵鹺記實》，1920–1927年共出四版。此書並在1970年代被選入《近代中國史料叢刊 /沈雲龍編. 第89輯 ; 第890冊.》由台灣文海出版社印行。
1928年（民國17年）1月，鄒琳成為國民政府財政部秘書長並兼任鹽務署署長, 全國財政會議秘書長等職。1930年（民國19年）1月，出任財政部常務次長。1932年（民國21年）7月，出任財政部政務次長八年餘,正值抗日戰爭的財政艱苦時期。於1933年4–9月宋子文部長出國期間及1937年4–11月孔祥熈部長出國期間,代行部長職務。
八年對日抗戰爆發後、鄒琳被任命為國防最高会議委員、國家總動員設計委員会財政金融組主任、戦時財政政策的責任者之一人。以後，歷任国防最高委員会設計委員会委員、廣東省政府財政廳廳長、第4戰區經濟委員会主任委員等職。
1942年，鄒琳任財政部貿易委員會主任委員，兼中國銀行董事，以清付進口的物資，直到抗戰勝利。
戦後1947年（民国36年）11月，就任廣東省政府秘書長與廣東省銀行董事長，並兼任廣東物資調節委員会常務委員。1949年2月辭職。 1984年11月22日，在香港過世，享年97。